# Niedźwiedzice (gmina)
Niedźwiedzice (początkowo Niedźwiedzica) – dawna gmina wiejska istniejąca do 1939 roku w woj. nowogródzkim (obecnie na Białorusi). Siedzibą gminy było miasteczko Niedźwiedzice (Niedźwiedzica, 949 mieszk. w 1921 roku).
Początkowo gmina należała do powiatu słuckiego. 1 sierpnia 1919 r. gmina weszła w skład nowo utworzonego powiatu baranowickiego pod Zarządem Cywilnym Ziem Wschodnich. 23 kwietnia 1930 roku część obszaru gminy Niedźwiedzica włączono do gminy Lachowicze. 
Po wojnie obszar gminy Niedźwiedzice wszedł w struktury administracyjne Związku Radzieckiego.